# قاعده جمجمه
قاعده جمجمه (انگلیسی: Base of skull) یا پایه جمجمه پایین‌ترین بخش جمجمه است که قسمت‌های بسیار مهمی از مغز و ساقه مغز روی آن قرار می‌گیرند و هرگونه شکستگی در آن باعث آسیب های شدید و حتی مرگ آنی می‌شود. دوازده جفت اعصاب جمجمه‌ای، نخاع و به ویژه رگ‌های اصلی خون‌رسانی مغز از قاعده جمجمه وارد مغز می‌شوند. کوچکترین ضربه، دستکاری یا تومور این ناحیه به سادگی موجب مرگ یا فلج همیشگی می‌گردد. این بخش از جمجمه روی حدقه چشم، بینی، سینوس‌ها و گوش میانی و داخلی استقرار یافته‌است. به علت وجود این همسایگی است که گاهی بیماری‌های بینی و سینوس موجب درگیری قاعده جمجمه و برعکس می‌شود.

## نگارخانه

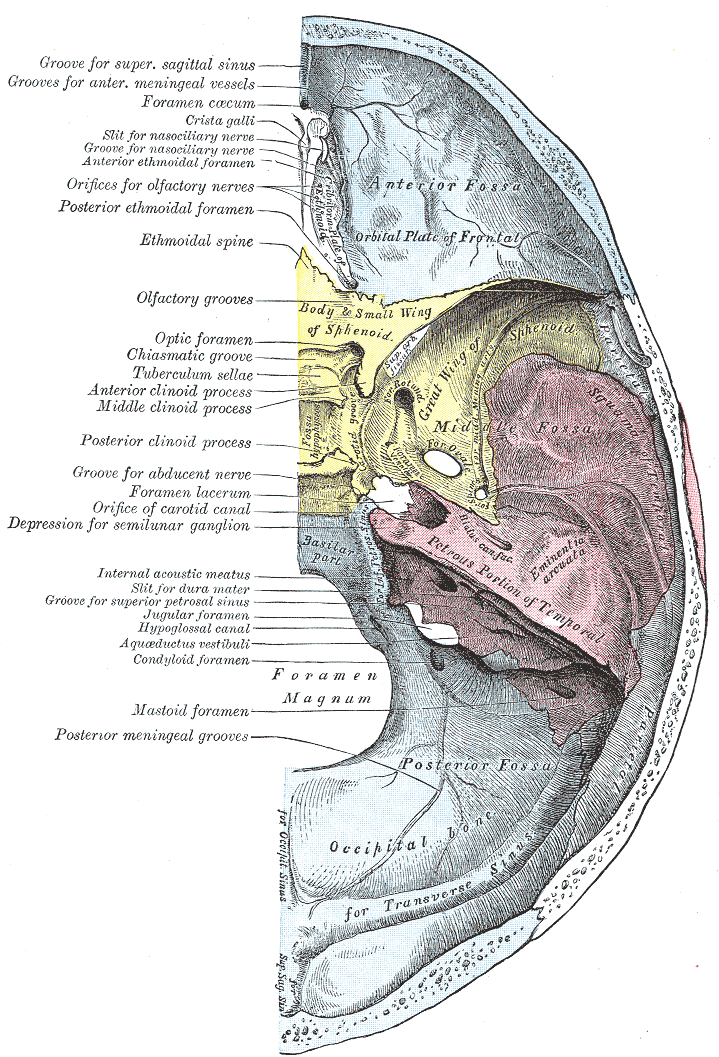
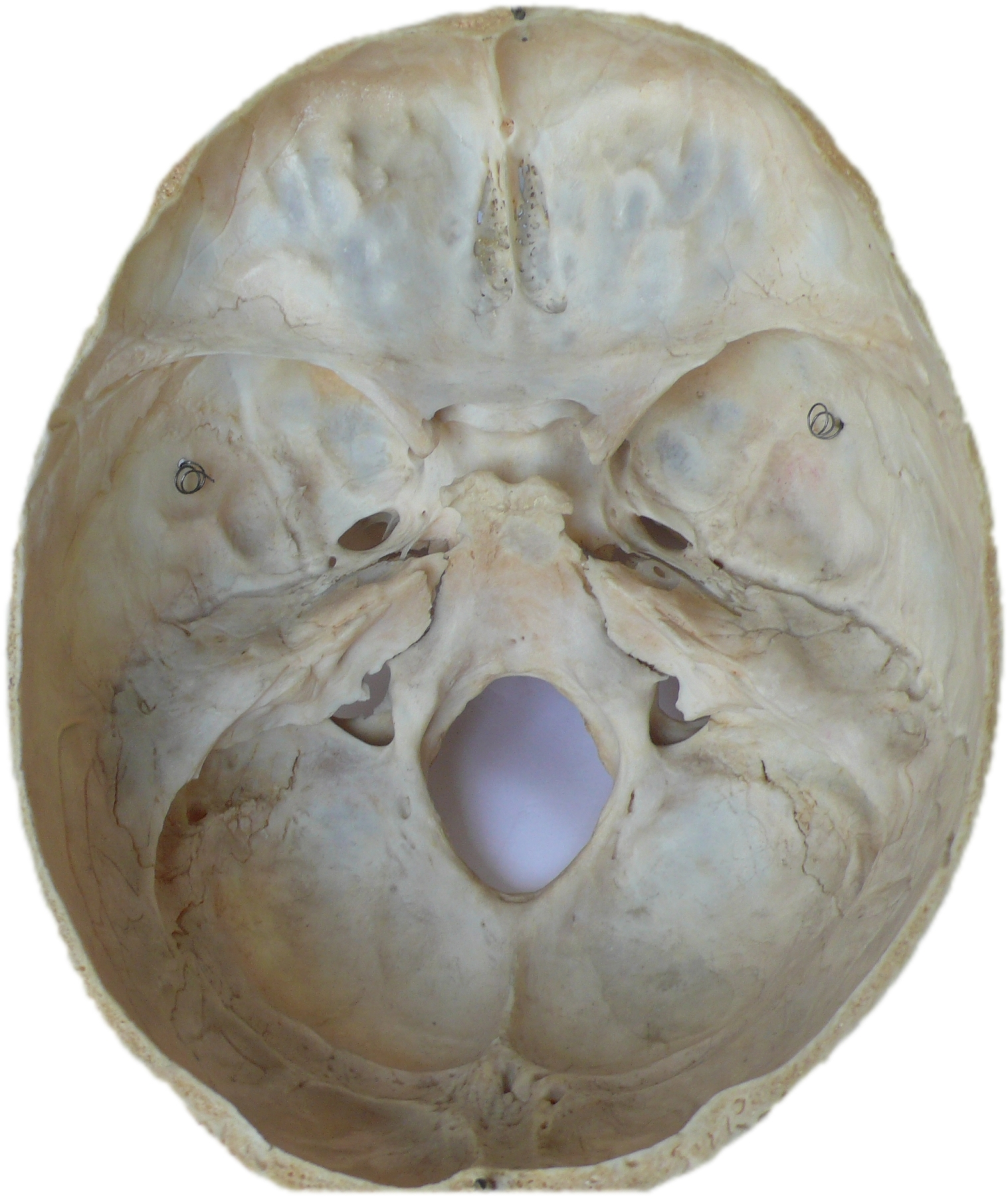
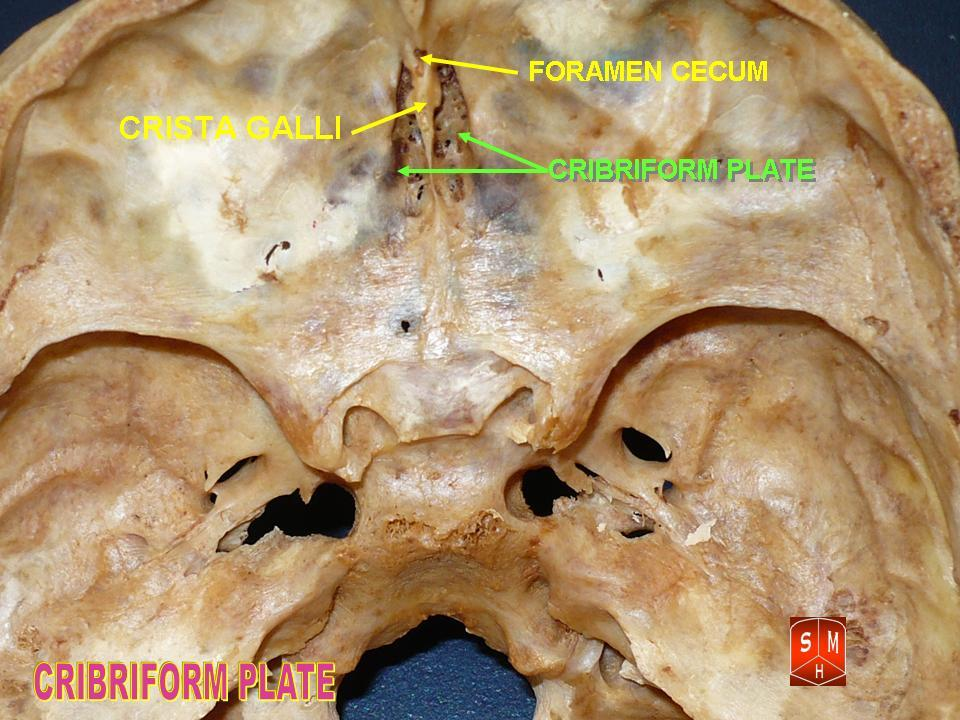
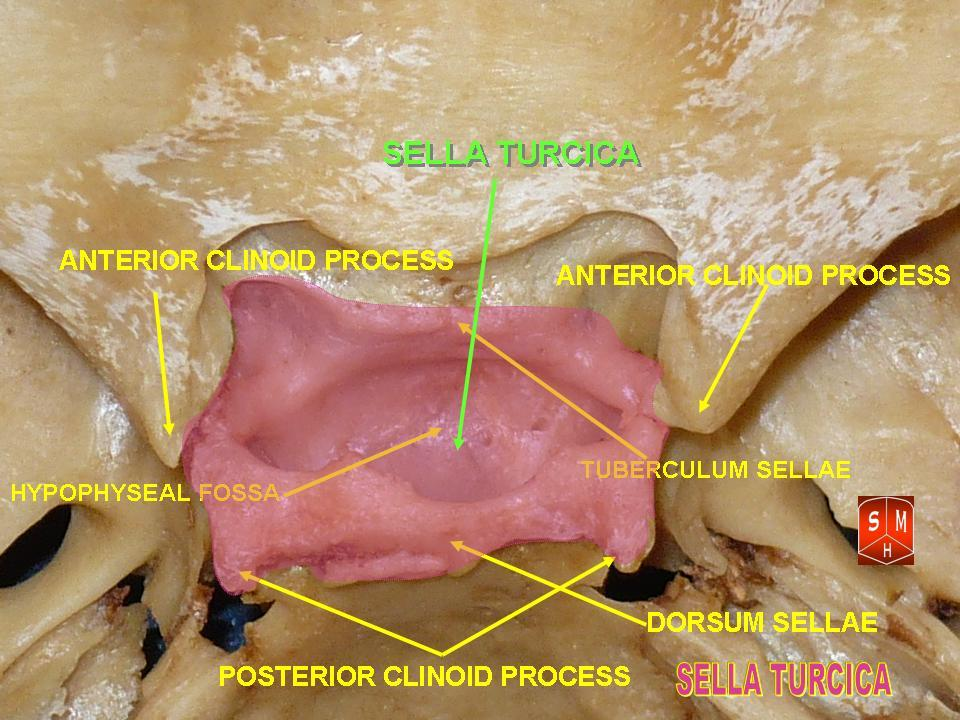
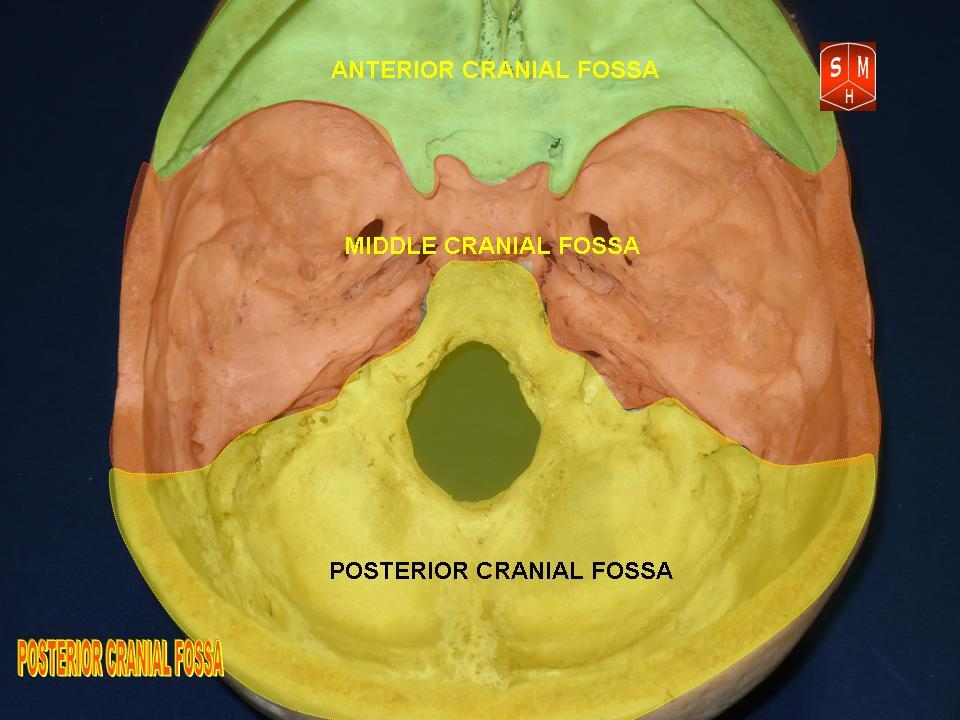